# Sébastien Bourdon

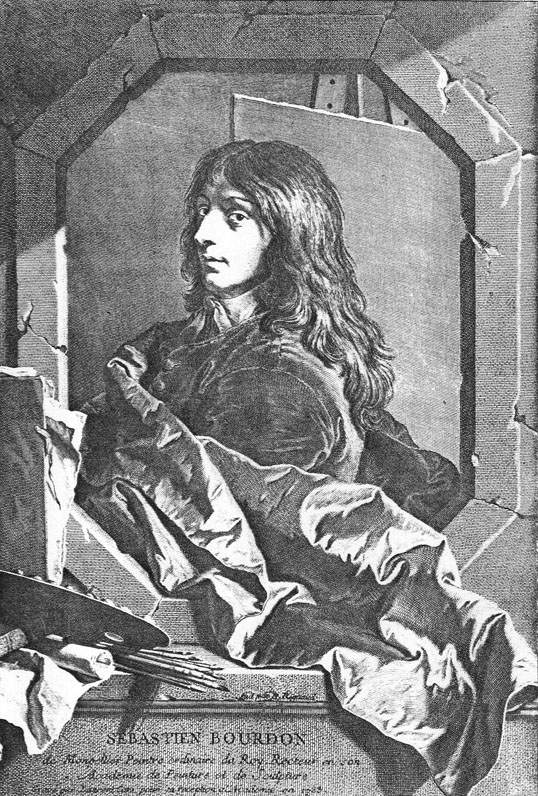
Ritratto di Sébastien Bourdon

Sébastien Bourdon (Montpellier, 2 febbraio 1616 – Parigi, 8 maggio 1671) è stato un pittore francese.

## Biografia

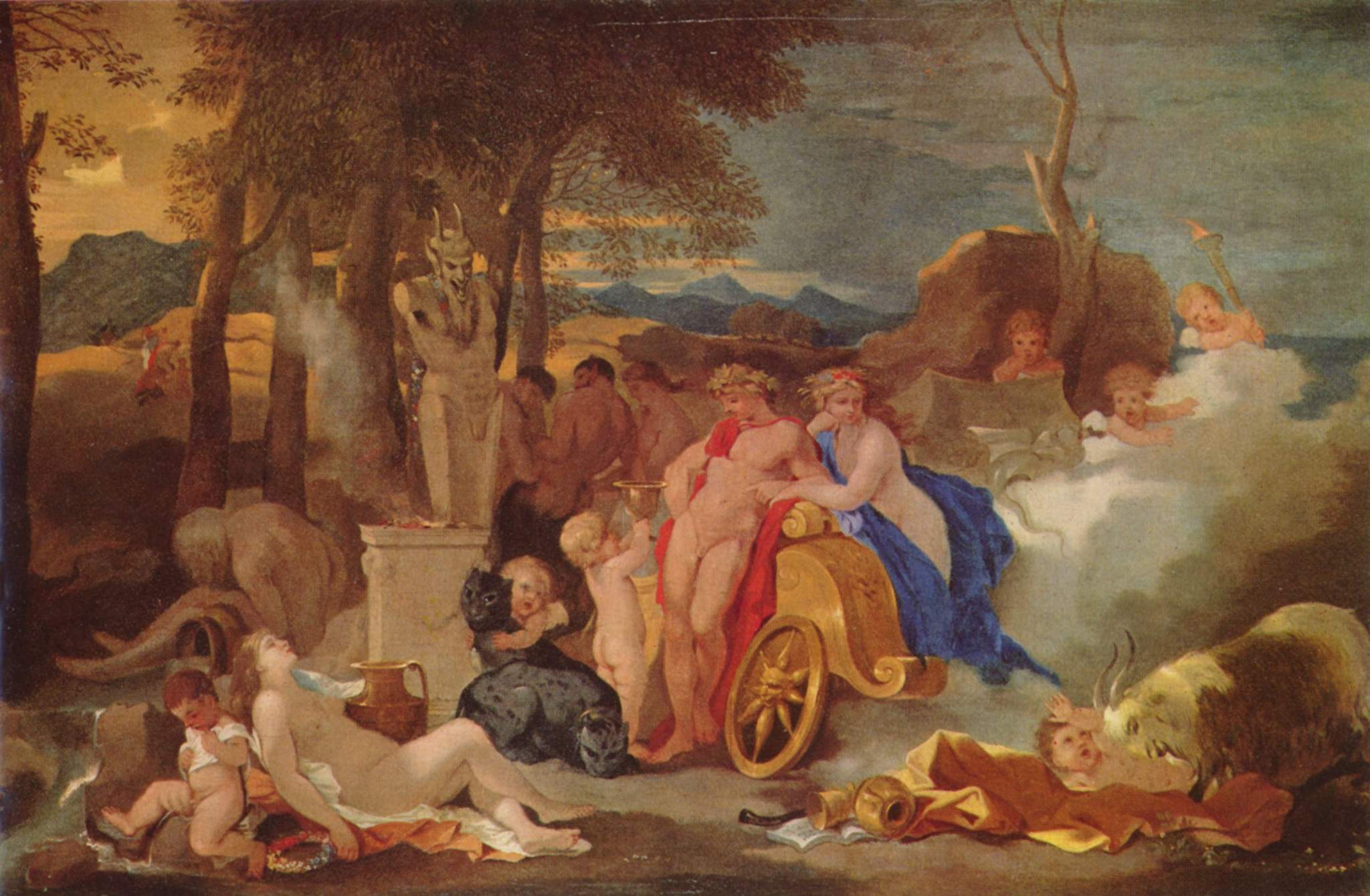
Bacco con ninfe e satiri conservato al Magyar Szépmüvészeti Múzeum di Budapest

Bourdon apprese per la prima volta la professione di vetraio dal padre a Montpellier. All'età di sette anni, uno zio lo portò a Parigi, dove fu apprendista presso il pittore Jean Barthelemy. 
Poi si recò a Tolosa, dove si arruolò nell'esercito. 
Successivamente raggiunse Parigi in età adolescienziale e si formò artisticamente da vari mestieranti lottando contro la miseria e conducendo una vita da bohèmien.
Dopo una breve esperienza militare ed un fugace soggiorno a Bordeaux, nel 1634 riuscì a trasferirsi a Roma, dove venne a contatto sia con i bamboccianti sia con l'arte di Claude Lorrain, di Andrea Sacchi e del Caravaggio, mettendosi in evidenza per eclettismo e la grande capacità imitativa.
A causa dell'intolleranza religiosa contro i calvinisti, nel 1637 fu costretto a rientrare precipitosamente in patria.
In questa sua fase artistica oscillò fra le tematiche storico-bibliche influenzate dal barocchismo di Pietro da Cortona e quelle religiose ispirate dall'arte di Poussin. Tra le sue opere più emblematiche si annoverò il Martirio di San Pietro.
Nel 1641 sposò la sorella del pittore miniaturista Louis I Du Guernier, un collega dell'Accademia. 
Nel 1648 fu uno dei fondatori dell'accademia di pittura parigina (Académie royale de peinture et de sculpture).
Quattro anni dopo si recò in Svezia per mettersi al servizio della regina Cristina di Svezia che lo nominò primo pittore di corte.
Nel 1657 rientrò in patria oscillando tra Parigi e Montpellier dove riuscì a fondare una scuola di pittura, 
e dipinse il Simon Mago per la cattedrale.
A causa di una disputa sul ritratto con un altro pittore, che ha schiaffeggiato, lasciò di nuovo Montpellier e tornò a Parigi, dove morì nel 1671.
Le sue ultime opere ricevettero influenze da Nicolas Poussin, soprattutto nei suoi dipinti paesaggistici, e anche dai fratelli Le Nain: Antoine Le Nain, Louis Le Nain e Mathieu Le Nain.
Riscosse un buon successo sia come ritrattista sia come decoratore e lasciò anche incisioni.

"
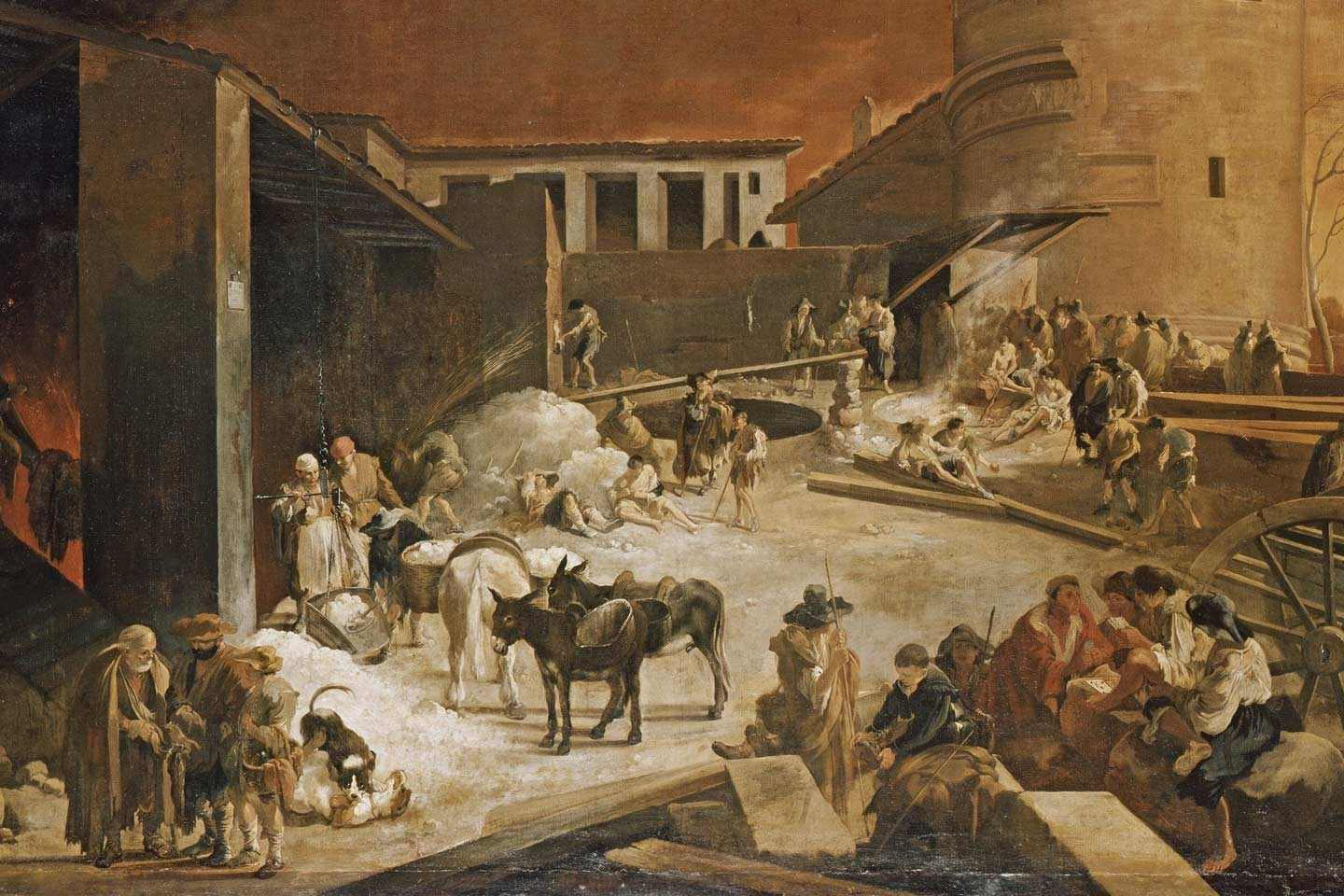
La fornace romana della calce (1634-1637) Alte Pinakothek, Monaco di Baviera
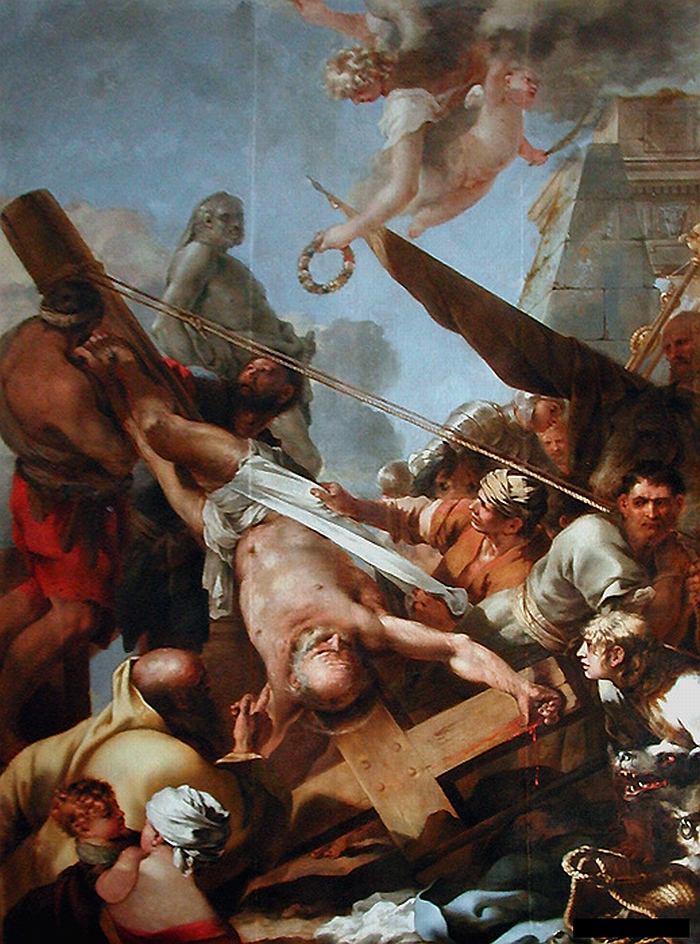
Crocifissione di san Pietro (1643) Cattedrale di Notre-Dame
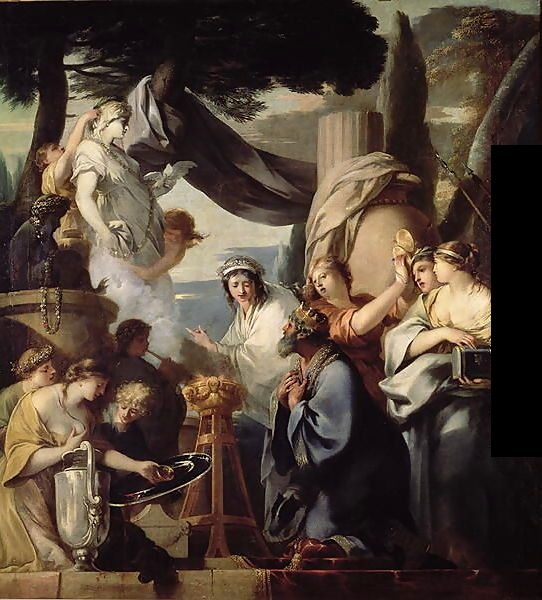
Salomone e gli idoli (1646-1647) Museo del Louvre
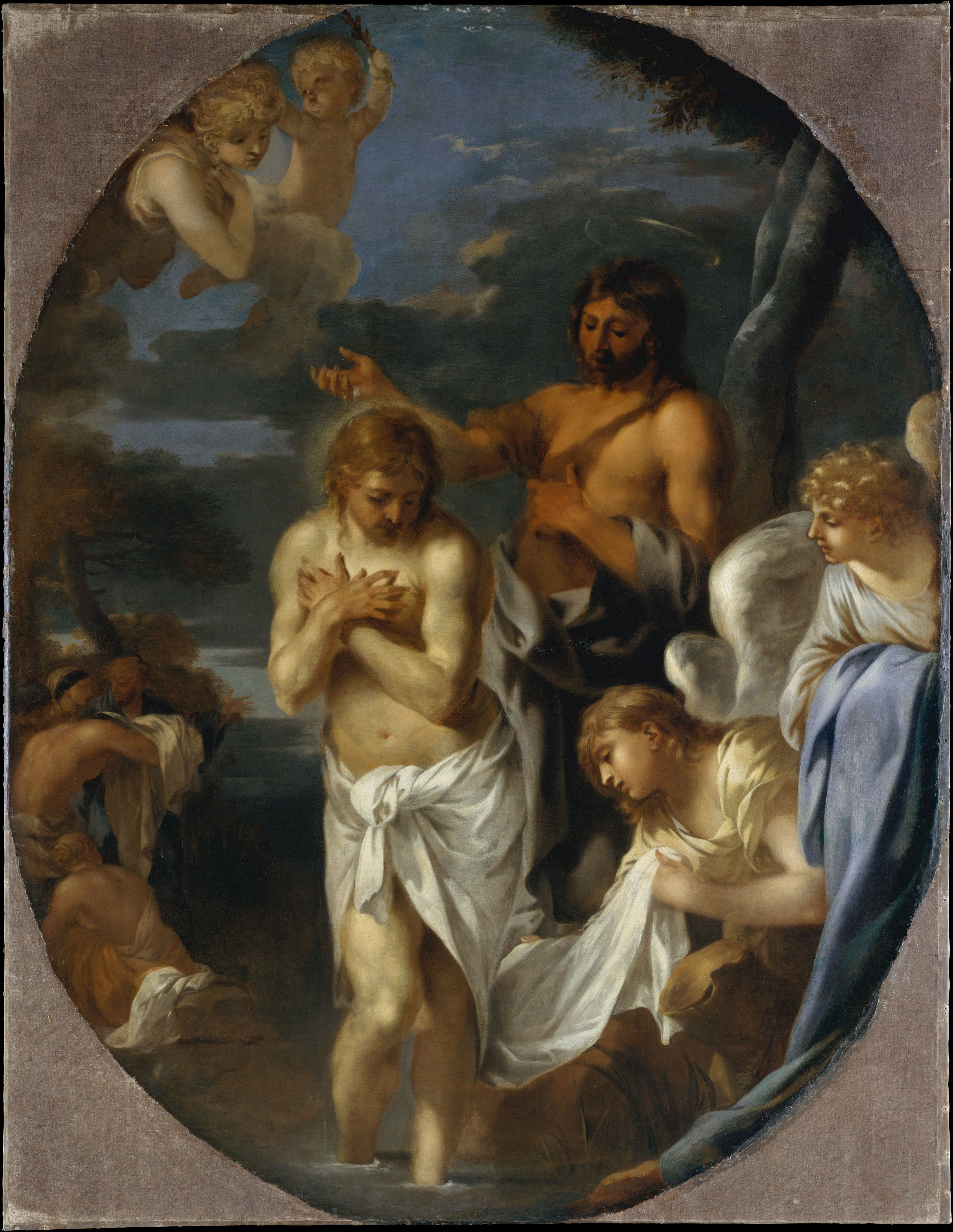
Battesimo di Cristo (vers 1650) Metropolitan Museum of Art

## Opere principali
- Bacco con ninfe e satiri
- Mose salvato dalle acque
- La Regina Cristina di Svezia
- Il re Carlo X Gustavo
- La visita di Augusto VIII alla tomba di Alessandro
- La vita dei Bohémiens,
- La Crocifissione di San Pietro,
- Il sacrificio di Ifigenia
- La Presentazione al Tempio
- L'Incontro di Antonio e Cleopatra
- La fuga in Egitto
- Cristo circondato da angeli
- Martirio di S. Andrea
- Il Battesimo di Cristo
- Cristina di Svezia a cavallo